# Papillaria
Papillaria là một chi rêu trong họ Meteoriaceae.